# Bonnaya multiflora
Bonnaya multiflora är en tvåhjärtbladig växtart som beskrevs av Bonati. Bonnaya multiflora ingår i släktet Bonnaya och familjen Linderniaceae. Inga underarter finns listade i Catalogue of Life.